# Lluís Motjé i Costa
Lluís Motjé i Costa, també conegut com a Moia, (Riudellots de la Selva, 1958 - Sant Dalmai, 23 d'abril de 2019) fou un ornitòleg, naturalista, educador ambiental i ecologista selvatà. Va ser el primer president del Centre d'Estudis Selvatans entre els anys 1983 i 1985, a més de membre fundador de l'Associació de Naturalistes de Girona, de la qual també en va ser president. Va exercir com a vicepresident i secretari general a la Lliga per a la Defensa del Patrimoni Natural (Depana), que va ajudar a fundar, fruit de la seva voluntat de promoure una federació d'entitats conservacionistes. A través d'aquestes associacions, va lluitar per defensar el patrimoni natural local, especialment els Aiguamolls de l'Empordà, la zona volcànica de la Garrotxa, els Estanys de Sils, la riera de Santa Coloma, els turons de Maçanet, Estanyol o el Volcà de la Crosa, entre d'altres. Després d'una època de frenètica activitat reivindicativa, decebut de personalismes i d’intrusions polítiques sospitoses, va decidir centrar-se més en l'educació ambiental. A finals dels anys 90, amb el seu company Francesc Compte, va crear l'empresa d'educació ambiental Sorbus, també coneguda com La Moixera. El 15 d'abril de 2023 es va realitzar un acte d'homenatge a la seva figura, en el qual es va instal·lar una placa commemorativa al primer mirador dels Estanys de Sils.
L’any 2006 va rebre el Premi Joaquim Codina Vinyes, de la Fundació Valvi, que es concedia per primer cop, per a reconèixer a persones o entitats que treballen per a la preservació del patrimoni mediambiental i paisatgístic de les comarques gironines.